# Étoile sportive de Métlaoui
Maillots
Actualités
Dernière mise à jour : 26 décembre 2024.
L'Étoile sportive de Métlaoui (arabe : النجم الرياضي بالمتلوي), plus couramment abrégé en ES Métlaoui, est un club tunisien de football fondé en 1950 et basé dans la ville de Métlaoui.
Il évolue durant la saison 2011-2012 en Ligue III. Dès le début de la saison, il s'empare de la première place et réalise d'excellents résultats lui permettant d'accéder en Ligue II, à cinq journées de la fin du championnat, et de retrouver cette division après 27 saisons. Continuant sur sa lancée, il se classe premier de sa poule en première phase puis réussit à remporter le play-off et à accéder pour la première fois de son histoire en Ligue I.

## Histoire
La ville de Métlaoui, dans le gouvernorat de Gafsa, découvre assez tôt le football par la présence des nombreux colons qui s'y sont installés après la découverte du phosphate ; ils créent en 1921 leur club de football, Métlaoui Sports, qui est suivi par la Gafsienne, le Comp.Phos (compagnie de phosphates) Club de Redeyef, la Gazelle sportive de Moularès et le Mdilla Club.
En 1923, deux footballeurs tunisiens seulement pratiquent ce sport dans le sud-ouest du pays : Abdelhamid Ben Salah (Moularès) et Mohamed Senoussi (Mdhilla). En 1924, Métlaoui voit la création d'un second club, la Jeunesse sportive de Métlaoui, par des jeunes nés dans la ville, sans pour autant que les portes s'ouvrent pour les Tunisiens.
Métlaoui Sports, devenu l'un des meilleurs clubs du pays, dispute la finale du championnat contre le Sporting Club de Tunis (1928), l'Avant-garde de Tunis (1929), l'Union sportive tunisienne (1930) et l'Italia (1935) et dispute une étrange finale de coupe à trois en 1931. Entre-temps, un troisième club est créé dans la ville : la Gaiété de Philippe Thomas avant que les trois clubs municipaux ne fusionnent ensemble. 
Après la Seconde Guerre mondiale, le club s'ouvre relativement aux Tunisiens et enregistre l'arrivée du grand buteur Ali Soudani, ainsi que d'Ayadi Ben Saïd même si quelques intellectuels de la ville décident de lancer leur propre club nationaliste ; il s'agit de l'espérantiste Manoubi Maaouia (professeur de sport et qui sera le premier entraîneur du nouveau club), de l'étoiliste Sadok Gallas (futur président de l'Espoir sportif de Hammam Sousse, de Tijani Bouguecha, d'Albert Bitan et de l'homme de lettres et futur nouvelliste Tabaï Lakhdar. C'est ce dernier qui trouve un compromis entre les fondateurs en choisissant le nom de l'Étoile en référence au club de l'Étoile sportive du Sahel et les couleurs de l'Espérance sportive de Tunis (rouge et jaune).
L'Étoile sportive de Métlaoui récupère les Tunisiens de Métaloui Sports et voit l'arrivée de nombreux jeunes, ce qui lui permet de s'imposer rapidement au niveau régional même s'il rate à chaque fois l'accession en division nationale en échouant aux barrages. C'est notamment le cas en juin 1962, lorsque le club bat El Ahly Mateur par un score de 6-1 à l'aller (but marqué par Amor Garouachi à la première minute de jeu), mais perd par un score de 4-3 au retour puis par 3-2 lors d'un troisième match joué à Sousse.
Le comité directeur en 1956 est composé de Brahim Zammel (président), Abderrahman Jabeur et Mehrez Sghaïer (vice-présidents), Tijani Bouguecha (secrétaire général), Youssef Chaara (secrétaire général adjoint), Albert Bitan (trésorier) et Mosbah Hamed (trésorier adjoint). Dans le même temps, l'équipe est composée de Mohamed Ben Belgacem, Jaafar Ben Mnaouer, Ayadi Ben Saïd, Ammar Sghaïer, Jalloul Ben Mahmoud, Mohamed Ben Jilani, M'Barek Menni, Farah Touhami, Ali Soudani, Sadok Naïli, Brahim Ben Abderrahman et Oreste Lilla le gardien de but.
Le club est l'un des principaux animateurs du championnat de seconde division jusqu'en 1985, année qui le voit rétrograder définitivement en troisième division.
Il avait également atteint les quarts de finale de la coupe de Tunisie en 1964 et 1972 et disputé la demi-finale de la coupe contre le Club africain en 1974. L'équipe était alors constituée d'Ali Ben Brahim, Bannani Maameri, Mohsen Hamdi, Abderrahman Mejdi, Abdelmajid Dinari, Fahem Yahiaoui, Brahim Harrath (meilleur joueur de l'histoire du club), Abdelmajid Boujelal, Mongi Dhahri, Mohamed Ftiss et Chaaban Yahiaoui. 
L'histoire a aussi retenu les noms de quelques grands buteurs du club comme Ali Soudani, Belgacem Fezzani (alias Denga), Mongi Dhahri, Salem Mkhattet, Sadok Naili, Faouzi Khelifa, Hamadi Jeridi et Najeh Hammadi, sans oublier le court passage de Mohamed Tombari.

## Stade
L'Étoile sportive de Métlaoui a longtemps joué ses matchs à domicile au stade municipal de Métlaoui doté de 4 000 places.

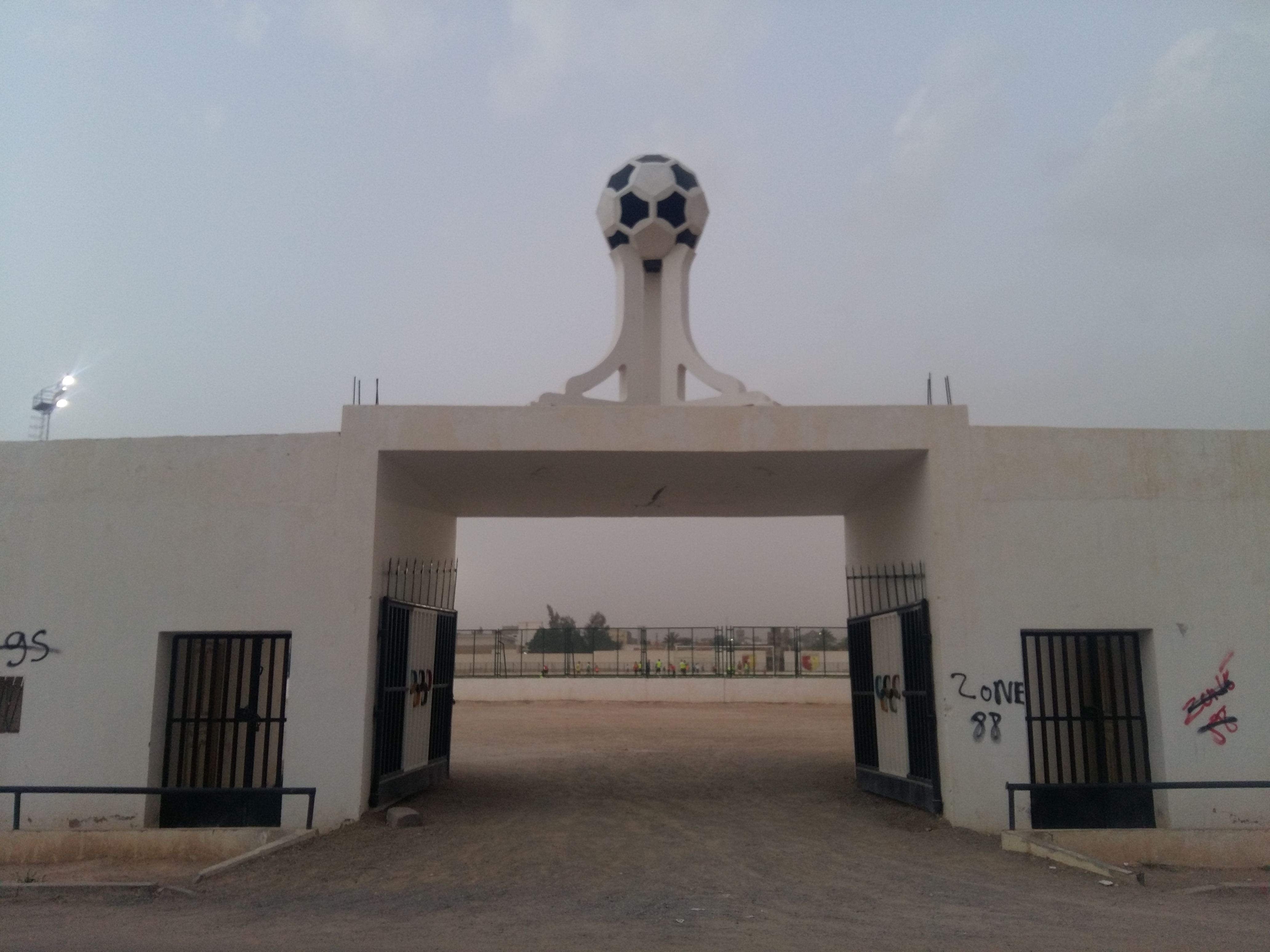
Entrée du stade.
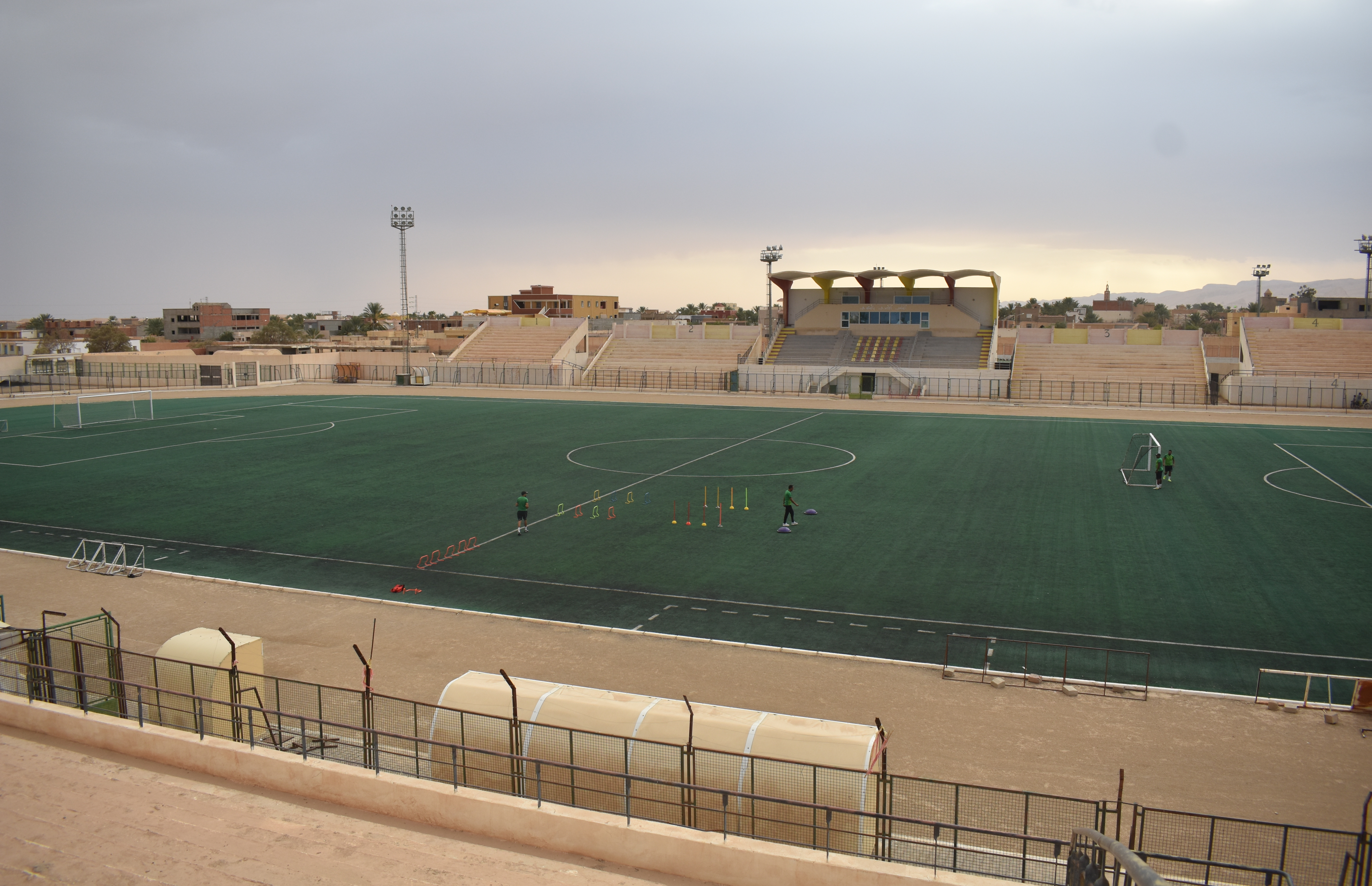
Gradin principal.
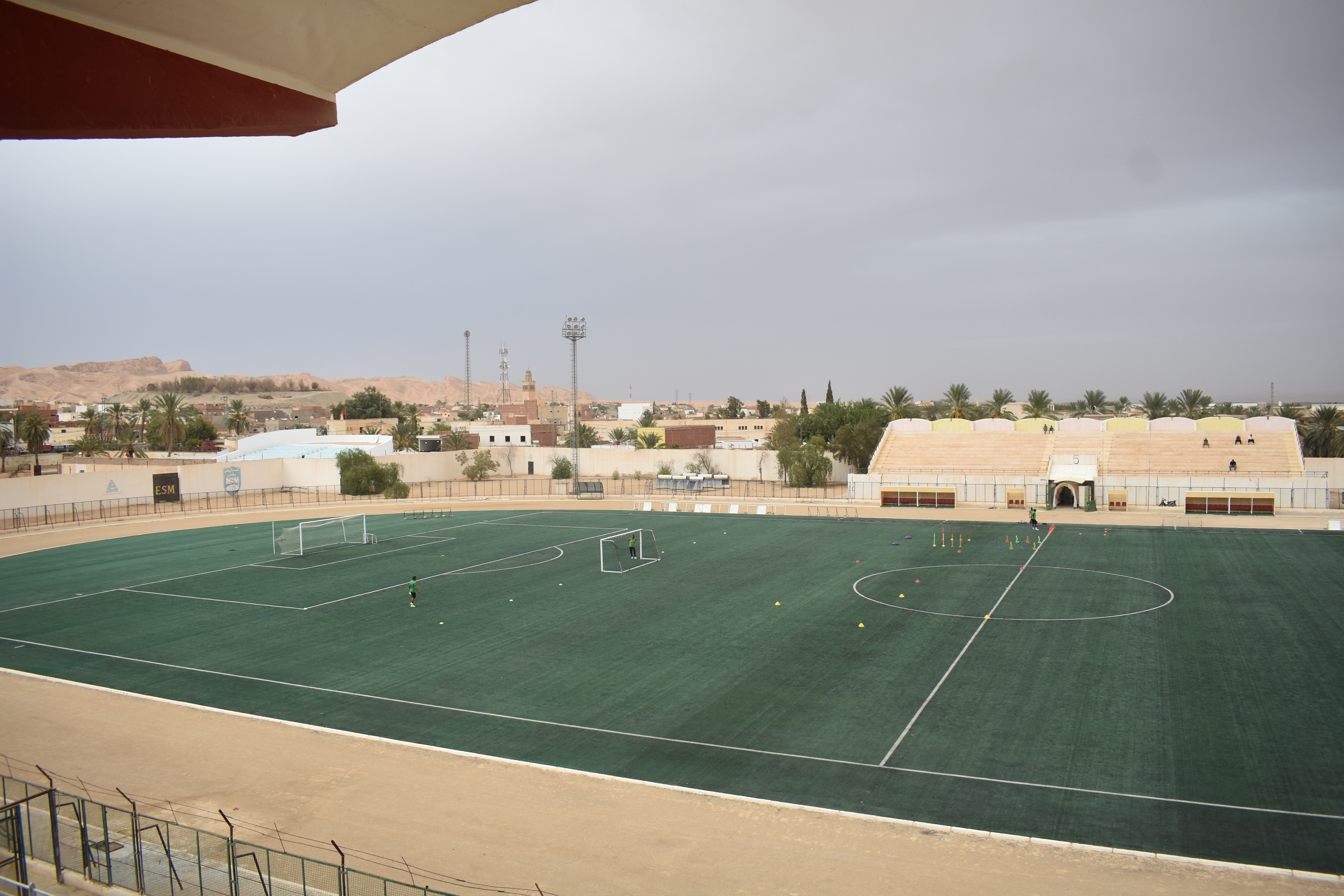
Gradin inférieur.
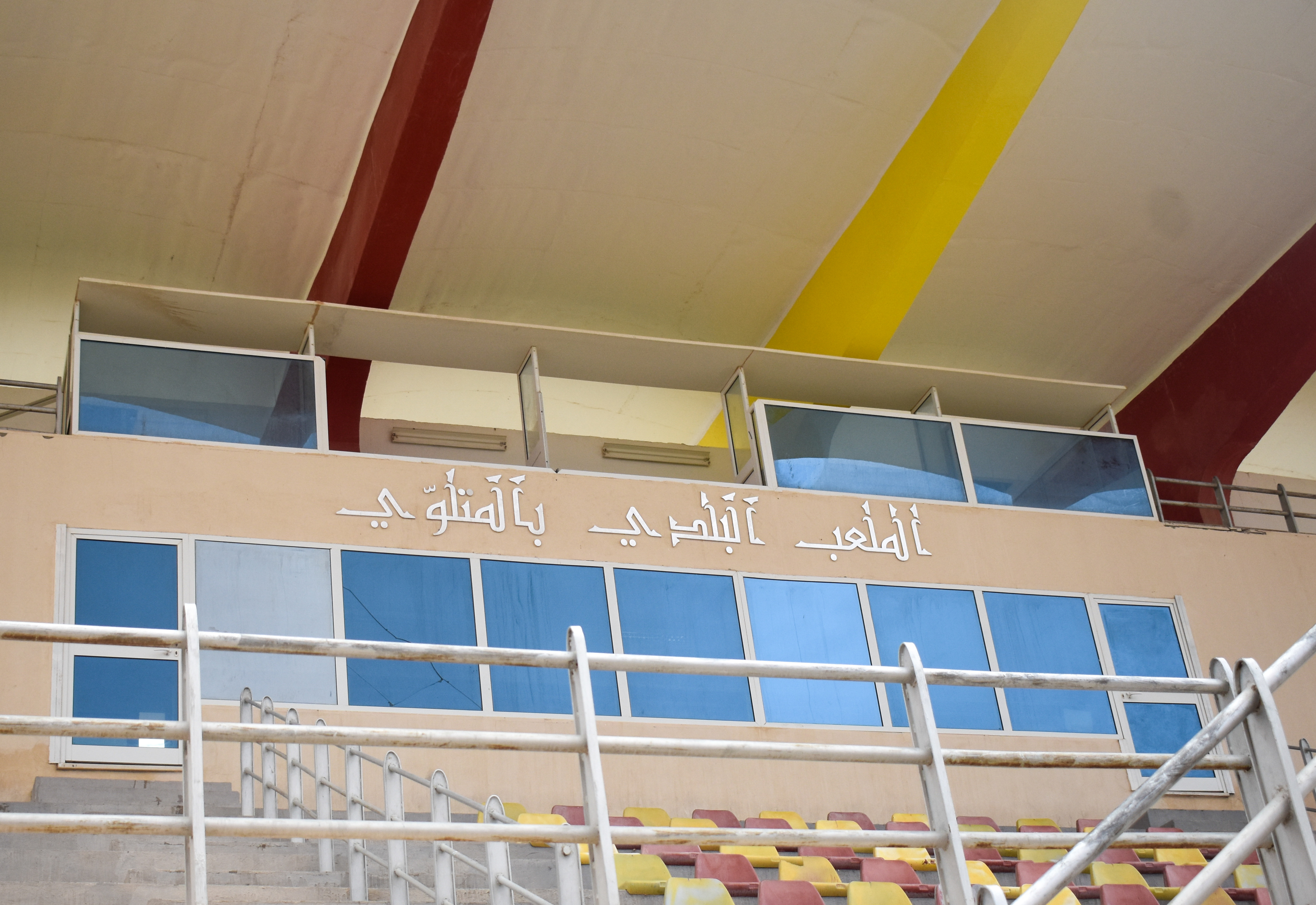
Cabine de presse.

## Palmarès
| \| - Championnat de Tunisie de deuxième division (5) : - Champion : 1956 (Sud-Ouest), 1957 (Sud-Ouest), 1959 (Sud-Ouest), 1962 (Centre-Sud), 2013 - Championnat de Tunisie de troisième division (3) : - Champion : 1979 (Sud-Ouest), 1982 (Sud-Ouest), 2012 (Sud) \| \| - Championnat de Tunisie de quatrième division (Sud) (2) : - Champion : 2000, 2002 \| |  |                                                                                    |
| - Championnat de Tunisie de deuxième division (5) : - Champion : 1956 (Sud-Ouest), 1957 (Sud-Ouest), 1959 (Sud-Ouest), 1962 (Centre-Sud), 2013 - Championnat de Tunisie de troisième division (3) : - Champion : 1979 (Sud-Ouest), 1982 (Sud-Ouest), 2012 (Sud)                                                                                                |  | - Championnat de Tunisie de quatrième division (Sud) (2) : - Champion : 2000, 2002 |

## Personnalités

### Présidents
- Brahim Zammel (1956-1961)
- Ali Soudani (1963-1965)
- Habib Maamer (1965-1966)
- Tahar Abbou (1966-1967)
- Ali Boukhris (1967-1970)
- Sadok Borgi (1970-1972)
- Houcine Akrout (1972-1974)
- Youssef Krifa (1974-1976)
- Chérif Marrouki (1976-1980)
- Boujelal Boujelal (1980-1982)
- Bouslah Abderrazak (1982-1983)
- Boujelal Boujelal (1990-1992)
- Ezzedine Mâameri (1992-1993)
- Boujelal Boujelal (1993-2007)
- Salem Mestiri (2007-2010)
- Boussairi Boujelal (2010-2015)
- Boujelal Boujelal[3] (2015-2019)
- Mohamed Dinari (2019-2023)[4]
- Néjib Mestiri (2023-2024)[5]
- Rabah Dinari (2024- )[6]

### Entraîneurs
- 1960-1961 : Ali Soudani
- 1961-1963 : Habib Mestiri
- 1963-1965 : Ali Soudani
- 1965-1965 : Octave Matteo
- 1965-1967 : Noureddine Ben Mahmoud
- 1967-1971 : Gricic Lenko
- 1971-1973 : Mustapha Jouili
- 1973-1975 : Ali Rached
- 1975-1976 : Ivan Ridanovic
- 1976-1978 : Amor Dhib
- 1978-1980 : Tahar Bellamine
- 1980-1981 : Simon Effrimov
- 1979-1982 : Mustapha Jouili
- 1982-1983 : Mohamed Abed
- 1983-1984 : Stefanovic Sava
- 1984-1986 : Mahmoud Ouertani
- 1986-1988 : Abdelmajid Boujelal
- 1988-1989 : Tahar Bellamine
- 1989-1990 : Mohamed Fetis
- 1990-1991 : Mounir Senoussi
- 1991-1992 : Mahmoud Ouertani
- 1992-1993 : Abdelmajid Boujelal
- 1993-1994 : Boubaker Lanouar
- 1994-1995 : Mohamed Tombari puis Abdelmajid Boujelal
- 1995-1996 : Mohamed Abed puis Abdelhafidh Arfa
- 1996-1997 : Abdelhafidh Arfa puis Abdelmajid Boujelal puis Ahmed Alaya
- 1997-1998 : Ahmed Alaya puis Noureddine Gharsalli
- 1998-1999 : Salah Harrathi
- 1999-2002 : Boubaker Lanouar
- 2002-2003 : Ezzedine Khemila puis Ali Khamlia
- 2003-2004 : Ezzedine Khemila puis Mohamed Abed
- 2004-2005 : Mohamed Abed puis Kacem Jabbes
- 2005-2006 : Kacem Jabbes puis Ezzedine Khemila
- 2006-2007 : Hassen Oueslati
- 2007-2008 : Moncef Belhassen puis Riadh Hadhri puis Mohamed Fetis
- 2008-2009 : Abdelkader Belhassen
- 2009-2010 : Abderraouf Marzougui
- 2010-2011 : Ezzedine Khemila puis Riadh Hadhri et Sami Alimi
- 2011-2012 : Abdelkrim Gabsi
- 2012-2014 : Chokri Khatoui
- 2014-2015 : Habib Mejri
- 2015-2017 : Mohamed Kouki
- 2017-2018 : Ghazi Ghrairi puis Afouène Gharbi
- 2018-2019 : Hatem Missaoui[7],[8]
- 2019 : Afouène Gharbi[9] puis Mohamed Masmoudi[10]
- 2019-2020 : Maher Guizani puis Mohamed Kouki
- 2020-2021 : Kais Yaâkoubi puis Afouène Gharbi puis Mohamed Ali Maâlej[11]
- 2021 : Moez Bououkaz
- 2022-2023 : Ikbal Rouatbi puis Hédi Mokrani[12],[13] puis Walid Chettaoui[14]
- 2023-2024 : Mohamed Ali Maâlej[15] puis Taoufik Zaaboub[16] puis Kais Yaâkoubi[17]
- 2024-202.. : Mondher Makhlouf[18] puis Imed Ben Younes[19]